# Anga (sanskrit)
Aṅga (sanskrit IAST ; devanāgarī : अङ्ग) signifie « membre ; partie du corps ; subdivision ; branche ». C'est selon le contexte :
- l'une des huit pratiques de l' aṣṭāṅga yoga aussi appelé rāja yoga ;
- l'une des six disciplines annexes (vedāṅga) du Véda ;
- des textes (anga) du canon jaina ;
- l'une des cinq subdivisions de l'évocation (mantra) ;
- une subdivision d'un rythme (tāla) dans la musique indienne ;
- un royaume du sous-continent indien ;
- le roi Aṅga du Bengale, fils de Dīrghatamā et Sudeṣṇā.

## Dans l'hindouisme

### Les huit aṅga dans le yoga
Selon les Yoga-sûtra de Patañjali, ce sont les huit pratiques ou disciplines que doit pratiquer un yogi pour entrer en samādhi et se libérer définitivement des incarnations successives selon la tradition philosophique et religieuse hindoue. Ces huit aṅga sont ordonnés traditionnellement comme suit :
1. yama : pratiquer les devoirs moraux élémentaires envers les autres comme envers soi-même.
2. niyama : se discipliner et se mesurer dans la pratique quotidienne.
3. āsana : se tenir tranquille de façon stable ; Patañjali ne parle à aucun moment de position particulière ni assis ni debout.
4. prāṇāyāma : devenir conscient de la respiration ; Patañjali ne détaille aucun Prāṇāyāma, et ne parle jamais de contrôle du souffle.
5. pratyāhāra : savoir séparer la perception sensorielle de l'objet perçu.
6. dhāranā : concentration, garder l'esprit concentré, fixé sur un point.
7. dhyāna : méditation profonde, fixer toute la saisie sensorielle au cœur de l'objet perçu (se reporter à méditation).
8. samādhi : contemplation profonde, percevoir les objets et événements hors de toute projection personnelle.

## Les cinq aṅga d'un mantra
On distingue:
1. les moyens de l'initialisation (karmaṇāmārambhopāya)
2. l'équipement en hommes et en matériels (puruṣadravyasmapad)
3. la distribution de l'espace et du temps (deśakālavibhāga)
4. la réaction au désastre (vipattipratīkāra)
5. le succès (kāryasiddhi)

## Les angas dans le jaïnisme
Les Angas sont des textes canoniques du jaïnisme. Littéralement angas se traduit par membres. Ils datent d'avant notre ère et auraient été écrits par un ganadhara c'est-à-dire un chef des disciples d'un Maître éveillé, un Tîrthankara. Ils sont au nombre de douze. Ils abordent des sujets variés comme les règles à suivre par les moines-ascètes ou les lois du karma. Les sutras qui composent ces écrits portent les noms de Acharanga Sutra ou Vipaka Sutra, par exemple. Pour la branche digambara, si la religion actuelle les suit, ils ont pourtant disparu, sauf un; pour la branche shvetambara, il en existe encore onze.

## Dans le bouddhisme

### Les neuf ou douze catégories des paroles du bouddha
Aṅga est également utilisé en abréviation des neuf ou douze catégories (Aṅga) des paroles du bouddha.

### Les sept causes (Aṅga) de l'éveil (bodhi)
Le mot anga est usité également, par exemple, pour parler des sept causes de l'éveil dans l'expression bodhyanga. La priti, le samadhi et la upekṣā en font partie.